# Arkys nitidiceps
Arkys nitidiceps är en spindelart som beskrevs av Simon 1908. Arkys nitidiceps ingår i släktet Arkys och familjen hjulspindlar.
Artens utbredningsområde är Western Australia. Inga underarter finns listade i Catalogue of Life.